# Kennet Andersson
Kennet Andersson (Eskilstuna, 6 oktober 1967) is een Zweedse oud-voetballer.

## Clubcarrière
Andersson was een aanvaller die zijn carrière bij IFK Eskilstuna begon in het seizoen 1985. Bij Estilstuna speelde Andersson vier jaar en speelde in die jaren 76 duels en scoorde daarin 20 keer. In zijn laatste seizoen trof hij tienmaal het doel en dwong daarmee een transfer af naar IFK Göteborg, waar hij drie seizoenen bleef (29 goals).
Hij vertrok naar België om daar te spelen voor KV Mechelen. In de seizoenen 91/92 en 92/93 scoorde hij daar zeven keer in 33 duels. Halverwege zijn tweede seizoen in België kwam hij voor een half jaartje terug naar Zweden, om daar voor IFK Norrköpping acht keer te scoren in 13 wedstrijden. Het jaar erop speelde hij in Frankrijk voor Lille OSC. Het jaar erop speelt hij in hetzelfde land voor SM Caen. Van Frankrijk vertrok Andersson weer naar Italië, om daar in de seizoenen 95/96 tot 99/00 uit te komen voor: AS Bari, Bologna, Lazio Roma en weer Bologna.
Zijn carrière sloot hij af in Turkije, waar hij in 2000/2001 en 2001/2002 29 keer speelde voor Fenerbahçe en daarin tien keer scoorde. In zijn gehele carrière kwam Andersson tot 129 officiële doelpunten in 395 wedstrijden.

## Interlandcarrière
Andersson was ook succesvol als international; in 83 duels wist hij 31 maal doel te treffen. Hij deed mee aan drie grote internationale toernooien: EK voetbal 1992, WK voetbal 1994 en EK voetbal 2000. Onder leiding van bondscoach Olle Nordin maakte hij zijn debuut voor de nationale ploeg op 16 februari 1990 in de vriendschappelijke uitwedstrijd tegen de Verenigde Arabische Emiraten (0-2), net als verdediger Jan Eriksson (AIK  Solna).

## Erelijst
IFK Göteborg
- Allsvenskan

1990, 1991
- Svenska Cupen

1991
 Fenerbahçe SK
- Süper Lig

2001
 SS Lazio
- Europese Supercup

1999